# Ортизеи
Ортизе́и (итал. Ortisei), также Уртиже́й (ладинск. Urtijëi), или Санкт-У́льрих (нем. Sankt Ulrich) — коммуна в Италии, располагается в регионе Трентино — Альто-Адидже, в провинции Больцано. Находится в долине Валь Гардена в северо-западной части Доломитовых Альп.
Население составляет 4578 человек (2008 г.), плотность населения составляет 191 чел./км². Занимает площадь 24 км². Почтовый индекс — 39046. Телефонный код — 0471.
Ортизеи — курорт, входящий в крупнейший в мире горнолыжный альянс Доломиты Суперски. Тут много комфортабельных отелей с бассейнами и спа, магазинов и ресторанов. От центра курорта до подъёмников — 5-10 минут.
Здания посёлка украшены художественным семейством Мородеров, многие поколения которого жили и работали в округе. Джорджо Мородер, родившийся в Ортизеи в 1940 году, — один из самых влиятельных послевоенных музыкантов, родоначальник стиля диско.
В 1966 году Роман Полански снял в Ортизеи вампирскую комедию «Бал вампиров».
Покровителем коммуны почитается святой Ульрих Аугсбургский, празднование 4 июля.

## Демография
Динамика населения:

## Администрация коммуны
- Официальный сайт: http://www.comune.ortisei.bz.it/